# Професионалната бейзболна лига
„Професионалната бейзболна лига“ (на английски: Major League) е американска спортна комедия от 1989 година на режисьора Дейвид С. Уорд, във филма участват Том Беринджър, Чарли Шийн, Корбин Бернсен, Маргарет Уитън, Джеймс Гамън, Рене Русо и Боб Уекър.